# Othaya
Othaya är en stad i distriktet Nyeri i provinsen Central i Kenya. Centralorten hade 5 137 invånare vid folkräkningen 2009, med totalt 18 943 invånare inom hela stadsgränsen.